# Stadion am Wilschenbruch
Le Stadion am Wilschenbruch était un stade de football allemand situé à Wilschenbruch, quartier sud de Lunebourg, en Basse-Saxe.
Le stade, doté de 6 000 places et inauguré en 1905 puis démoli en 2014, servait d'enceinte à domicile à l'équipe de football du Lüneburger SK Hansa 2008.

## Histoire
Le 22 avril 1905, le maire de Lunebourg, H. Wolter, et la municipalité trouvent un terrain praticable où peuvent se disputer des matchs de football pour les équipes de la ville. La construction du stade est alors entreprise et se termine le 20 août 1905. L'inauguration a lieu moins de deux semaines plus tard lors d'un match entre le Lüneburger FK et le SC Sperber Hambourg.
À la suite du dépôt de bilan du Lüneburger SK après la saison 2000-01, le stade entre également en faillite (la procédure d'insolvabilité prenant fin en 2013). Le club, refondé depuis, doit quitter le stade avant le 31 mars 2014, soit au milieu de la saison. Le 23 mars 2014, le Lüneburger SK joue son dernier match au stade (qu'il occupait depuis presque 110 ans) lors d'un match nul 1-1 contre le SV Drochtersen/Assel,.
Après la démolition du stade, un lotissement est construit sur le site.